# Orchestra Filarmonica di Bogotà
L'Orchestra Filarmonica di Bogotà è la più importante orchestra di musica classica della Colombia. Il suo attuale direttore generale è Sandra Meluk. Amministrativamente l'orchestra dipende dal Ministero della Cultura, delle attività ricreative e dello sport della città. L'orchestra è stata creata nel 1967 dall'allora Sindaco di Bogotà Virgilio Barco e viene regolarmente presentata il sabato all'Auditorium Leon de Greiff dell'Universidad Nacional de Colombia e il venerdì all'Auditorium Fabio Lozano dell'Università Jorge Tadeo Lozano.

## Storia
L'Orchestra Filarmonica di Bogotà iniziò a lavorare grazie al patrocinio di J. Glotmann S.A. e per molti anni fu il suo presidente Jaime Glottmann, che era collegato ad essa come Presidente della Fondazione Filarmonica. Anche il presidente della Colombia, Belisario Betancur, è stato presidente della Fondazione in diverse occasioni. Fu creata in base all'accordo 71 del 1823 del Consiglio distrettuale. È un istituto pubblico di ordine distrettuale, dotato di personalità giuridica, autonomia amministrativa e patrimonio proprio, annesso al Ministero della Cultura, delle attività ricreative e dello sport.
Attraverso i suoi 50 anni di storia è riuscita a raggiungere gli obiettivi con cui nacque nel 1967: democratizzare e diversificare la musica sinfonica, scopi che ha sviluppato attraverso la diffusione del repertorio sinfonico universale e nazionale in tutte le località della capitale, in diversi scenari convenzionali e non convenzionali, come centri educativi e spazi pubblici, cosa che le ha permesso di raggiungere più pubblici e diventare l'epicentro culturale della città.
Fin dal suo primo concerto al Teatro Colón, sotto la direzione di Melvin Strauss, l'OFB, entità associata al Ministero della Cultura, delle attività ricreative e dello sport, iniziò a posizionarsi nella scena culturale nazionale per la sua forza interpretativa, la qualità artistica, i repertori e ospiti internazionali. Infatti, dopo solo un anno dalla creazione, la Filarmonica fu scelta per rendere omaggio a Papa Paolo VI durante la sua visita in Colombia nel 1968.
Da allora l'Orchestra ha interpretato le grandi opere del repertorio musicale universale ed è stata una delle orchestre dell'America Latina che ha eseguito quasi interamente i cicli di compositori come Mahler, Bruckner e Bartók. Tra i suoi direttori titolari ha avuto Jaime León, Dimitar Manolov, Francisco Rettig e altri, come ospiti, come Kent Nagano e Krzysztof Penderecki.
Nel 2008 l'OFB è stata ratificata come una delle migliori della regione dopo aver vinto il Latin Grammy Award, nella categoria Miglior Album Strumentale, che le ha permesso di avere un posizionamento internazionale maggiore, un risultato che ha sostenuto con le tournée che ha fatto in Ecuador, Perù, Stati Uniti, Russia, Italia e Cina, dove è arrivata con opere del repertorio universale e della musica colombiana.
L'orchestra conta oltre 100 musicisti e oltre 140 spettacoli pubblici all'anno, riconosciuti anche dal Latin Grammy nel 2008.
Nello sforzo della città di affermarsi come regione leader per la cultura e l'arte, la Filarmonica di Bogotà estende le sue funzioni come orchestra classica per includere la promozione e il sostegno di numerosi eventi di musica, danza e teatro, tra cui il famoso Rock al Parque e serie correlate di opere come l'Opera al Parque, il Jazz al Parque, l'Hip Hop al Parque, i Festival di danza e i Festival teatrali.
L'Orchestra ha inserito nel suo repertorio varie proposte che coprono tutti i tipi di pubblico, come infatti ha fatto quando mise in piedi una collaborazione con la band heavy metal Kraken e nel 2016, nell'ambito del 478º compleanno di Bogotá, con il gruppo rock Los Petit Fellas, con il quale si presentò nel parco Simón Bolívar, davanti ad oltre 10.000 persone.
La Filarmonica ha assunto un nuovo compito che è la formazione di bambini e giovani, obiettivo che si realizza attraverso il programma: Progetto di formazione, che si svolge in 31 scuole distrettuali e centri orchestrali, con l'obiettivo di fornire processi di formazione musicale di medio livello per mezzo di una metodologia di sviluppo psicologico, fisico e musicale.

## Organizzazione

### Oggetto
L'Orchestra Filarmonica di Bogotà (OFB), come un ente pubblico collegato al Dipartimento della Cultura, Tempo libero e Sport, ha lo scopo di eseguire in maniera concertata le politiche di gestione del distretto attraverso la fornitura di servizi culturali nel campo della musica sinfonica, canto accademico e lirico; la diffusione e l'esecuzione del repertorio sinfonico universale e nazionale e l'amministrazione dei suoi scenari

### Missione
La missione della Orchestra Filarmonica di Bogotà è quella di garantire i diritti culturali degli abitanti del Distretto Capitale, rafforzare i processi e le dimensioni della musica sinfonica, accademico e del canto lirico e garantire lo sviluppo e la risonanza dell'Orchestra Filarmonica di Bogotà con la diffusione del repertorio sinfonico nazionale e internazionale.

### Visione
Nel 2020 l'OFB sarà riconosciuta come una delle prime tre orchestre sinfoniche latino-americane per la sua eccellenza artistica, il programma di formazione, la dinamizzazione del pubblico e degli scenari e del suo modello di gestione.

## Direttori musicali precedenti
La orquesta Filarmónica ha tenido, desde sus inicios, varios directores de talla internacional a la cabeza. Entre ellos están:
- 2014: Ligia Amadio
- 2011 - 2013: Enrique Diemecke
- 2010: Lior Shambadal
- 2007: Eduardo Diazmuñoz
- 2003: Irwin Hoffman
- 1991-2003: Francisco Rettig
- 1988-1991: Carmen Moral
- 1981: Dimitr Manolov
- 1970: José Buenagu
- 1967: Jesús Pinzón Urrea